# 슈가랜드 특급
《슈가랜드 특급》(영어: The Sugarland Express)은 1974년 공개된 범죄 영화로, 스티븐 스필버그 감독의 첫 극장 개봉 작품이다. 골디 혼, 벤 존슨, 윌리엄 애서턴이 출연했다.

## 줄거리
루 진 포플린은 수감된 남편 클로비스에게 아들이 곧 위탁 가정에 보내질 것이라는 소식을 전한다. 클로비스는 출소까지 4개월이나 남았지만, 루 진의 설득으로 탈옥하여 아들을 되찾기로 결심한다. 그들은 탈옥 후 히치하이킹을 하던 중, 경찰관 맥스웰 슬라이드가 운전하는 차를 멈추게 되고, 그를 인질로 잡고 도주를 시작한다.
경찰차를 시작으로 뉴스 밴, 개인 차량, 헬리콥터까지 합세한 거대한 추격전이 벌어진다. 인질인 슬라이드는 포플린 부부와 함께 텍사스 곳곳을 이동하면서, 이들은 서로 유대감을 쌓고 존중하게 된다. 도주 과정에서 이들은 기름을 넣고 식량과 물품을 확보하며, 때로는 지역 주민들의 도움을 받기도 한다.
세 사람은 중고차 판매장에서 캠핑카를 탈취하려 하지만, 자경단이 등장하면서 상황은 복잡해진다. 이후, 캡틴 태너와의 협상 끝에 다시 도주를 시작하게 된 포플린 부부는 슈가랜드에 도착한다. 캡틴 태너는 클로비스에게 자수를 권하지만 거절당하고, 슬라이드와 클로비스는 위탁 가정에 뭔가 이상함을 감지한다. 하지만 루 진은 아들을 데려와야 한다고 고집한다. 결국 클로비스는 텍사스 레인저의 총에 맞아 사망하고, 루 진은 체포된다. 슬라이드는 무사히 풀려난다.
영화는 에필로그를 통해 루 진이 5년형 중 15개월을 복역한 후 아들과 함께 살 권리를 얻었다는 사실을 보여주며 마무리된다.

## 출연
- 골디 혼 - 루 진 포플린 역
- 윌리엄 애서턴 - 클로비스 마이클 포플린 역
- 벤 존슨 - 할린 태너 대위 역
- 마이클 색스 - 맥스웰 슬라이드 순경 역
- 그레고리 월컷 - 어니 매슈번 순경 역
- 스티브 캐널리 - 제섭 순경 역
- 루이스 레이섬 - 로비 부인 역
- 딘 스미스 - 러스 베리 역

## 기타
- 미술: 조 알베스